# Lev L. Spiro
Lev L. Spiro es un director de televisión estadounidense. Ha trabajado en programas como Ugly Betty, Weeds, Arrested Development, Gilmore Girls , yThe O.C. , también dirigió las películas Minutemen y Wizards of Waverly Place: The Movie .

## Primeros años
Spiro logró una doble licenciatura en Ciencias Políticas y Artes de la Comunicación de la Universidad de Wisconsin-Madison. Luego asistió a la Universidad de Texas en Austin, donde recibió una maestría en Producción de Cine. Sus primeros trabajos incluyen la adaptación deThe Convict, un cuento de James Lee Burke, y El Club de los Suicidas, una historia de Robert Louis Stevenson, protagonizada por Jonathan Pryce y Paul Bettany.

## Formación
En la última década, el Spiro ha dirigido muchos un drama hora y media hora de un solo los pilotos de la cámara de comedia y episodios para la televisión de la red. Los pilotos de televisión original incluyen la comedia de una sola cámara Do Over y el drama de Summerland para la cadena WB, y The Jersey y Jonás para Disney Channel.
Trabajo de la televisión episódica incluye múltiples episodios de ABC Ugly Betty, de Showtime Weeds y CW Everybody Hates Chris, así como Arrested Development, The OC, Gilmore Girls y muchos más. En 2008, dirigió la función Spiro sci-fi/action/comedy aclamado por la crítica Minutemen, que fue nombrado por el Director's Guild para la mejor dirección de programas para niños. Más recientemente dirigió Wizards of Waverly Place: The Movie, que obtuvo 11.4 millones de telespectadores en su estreno, convirtiéndose en la segunda película por cable de más alto índice de audiencia.

## Vida personal
Spiro está casado con la escritora/productora Melissa Rosenberg.

## Filmografía
- Wizards of Waverly Place: The Movie (2009)
- JONAS (2009)
- Everybody Hates Chris (2008)
- Minutemen (2007)
- Weeds (2007)
- Ugly Betty (2007)
- Tierra (2007)
- Psych (2006)
- Pepper Dennis (2006)
- Arrested Development (2005)
- My Name Is Earl (2005)
- Point Pleasant (2005)
- La O.C. (2004)
- One Tree Hill (2004)
- Everwood (2003)
- Summerland (2003)
- Do Over (2002)
- Creek Dawson (2001)
- Gilmore Girls (2001)
- Popular (2000)
- Arli $ $ (2000)
- The Suicide Club (2000)

## Premios / Candidaturas
- Director de nominación América (2009), mejor dirección de Programas para Niños, de Minutemen

- GLAAD Media Awards (2000)Mejor Episodio de TV individual de Popular Wild Wild Mess